# Klaus Walther (Redakteur)
Klaus Walther (* 9. Januar 1955 in Darmstadt) ist ein deutscher Journalist, Fernsehredakteur, Auslandskorrespondent und Kommunikationsmanager.

## Leben und Wirken
Nach der Grundschule besuchte er das Prälat-Diehl Gymnasium in Groß-Gerau. Die Oberstufe absolvierte er bis zum Abitur im Internat Landschulheim Schloss Ising am Chiemsee. Es folgten Wehrdienst, Studium und ein Redaktionsvolontariat. Danach war er Parlamentskorrespondent, Hörfunk- und Fernsehredakteur sowie Auslandskorrespondent. Später wurde er Pressesprecher und Kommunikationschef bei verschiedenen deutschen Konzernen. Aktuell ist er Vorsitzender des Dachverbandes der Regionalgemeinschaften ehemaliger Lufthanseaten e. V.
Klaus Walther ist verheiratet, hat zwei Kinder und lebt in Holzkirchen.

## Werdegang
- 1973–1974 Vorsitzender/Sprecher der Schüler-Union in Hessen
- 1974–1975 Bundessprecher der Schüler-Union
- 1976–1980 Wehrdienst, Studium der Rechtswissenschaften und Redaktionsvolontariat beim Münchner Merkur und weiteren Zeitungen (u. a. Axel Springer Verlag)
- 1981–1984 Hörfunk- und Fernsehredakteur beim SWF Baden-Baden, Studio Mainz und Studio Bonn
- 1984–1990 Parlamentskorrespondent in Bonn für das ZDF
- 1991–1991 Redakteur im Studio der Nachrichtensendung heute beim ZDF
- 1991–1995 Auslandskorrespondent und stellvertretender Studioleiter in Washington für das ZDF
- 1996–1999 Leiter der Unternehmenskommunikation bei der Ruhrgas AG in Essen
- 1999–2013 Leiter der Konzernkommunikation bei der Deutschen Lufthansa AG in Frankfurt
- 2013–2019 Leiter der Kommunikation und Politik bei der Infineon Technologies AG in München
- 2020 Senior Advisor to the CEO bei der Infineon Technologies AG in München
- Seit 1. November 2020 pensioniert
- Seit 2024 1. Vorsitzender des Dachverbandes der Regionalgemeinschaften ehemaliger Lufthanseaten e. V.

## Auszeichnungen
- 1993 Medienpreis Goldener Igel zusammen mit Peter Ellgaard für Minensucher im Golf[1]

- 2001 PR-Manager des Jahres[2]
- 2005 PR Report Awards: PR-Team des Jahres
- 2011 PR Report Awards: PR-Professional des Jahres[3]
- Thought Leadership Award 2019

## Kontroversen und Kritik
2001 war Klaus Walther in seiner damaligen Funktion als Leiter der Konzernkommunikation von Lufthansa ein medial viel beachteter und kritisierter Akteur im Konflikt zwischen der Fluggesellschaft und der Süddeutschen Zeitung um die Kürzung von SZ-Bordexemplaren aufgrund von missliebiger Berichterstattung zum Pilotenstreik und auch in seinem Verhalten gegenüber einzelnen Journalisten im Verlauf der Auseinandersetzung. Eine Debatte über Wirtschaftsmacht und Pressefreiheit folgte. Unter anderem der Deutsche Rat für Public Relations (DRPR) arbeitete den Fall detailliert auf und sprach eine Mahnung aus.